# Mosina (województwo lubuskie)
Mosina – wieś w Polsce położona w województwie lubuskim, w powiecie gorzowskim, w gminie Witnica.
W latach 1975–1998 miejscowość administracyjnie należała do województwa gorzowskiego. Otoczona lasami mała wioska rolnicza.
Leży na ziemi lubuskiej. Na początku XV w. wieś została wymieniona jako przynależna administracyjnie do dekanatu kostrzyńskiego diecezji lubuskiej.

## Zabytki
Do wojewódzkiego rejestru zabytków wpisane są:
- kościół ewangelicki, obecnie rzym.-kat. fil. pw. św. Michała Archanioła, szachulcowy z 1780 r. - XVIII wieku, 1866 r.
- dzwonnica kozłowa, drewniana, z 1921 r.
- dom nr 48, szachulcowy z 1826 r.
- dom „dworek” nr 54, z 1780 r.